# Scabiosa galianoi
Scabiosa galianoi är en tvåhjärtbladig växtart som beskrevs av Devesa, Ortega Oliv., J.López. Scabiosa galianoi ingår i släktet fältväddar, och familjen Dipsacaceae. Inga underarter finns listade i Catalogue of Life.